# Jamestown (Karolina Północna)
Jamestown – miasto w Stanach Zjednoczonych, w stanie Karolina Północna, w hrabstwie Guilford.